# Арго (Алабама)
Арго (енгл. Argo) град је у америчкој савезној држави Алабама. По попису становништва из 2010. у њему је живело 4.071 становника.

## Демографија
Према попису становништва из 2010. у граду је живело 4.071 становника, што је 2.291 (128,7%) становника више него 2000. године.
| Група             | 2000.         | 2010.         |
| Белци             | 1.750 (98,3%) | 3.816 (93,7%) |
| Афроамериканци    | 3 (0,2%)      | 148 (3,6%)    |
| Азијати           | 1 (0,1%)      | 14 (0,3%)     |
| Хиспаноамериканци | 13 (0,7%)     | 22 (0,5%)     |
| Укупно            | 1.780         | 4.071         |